# Errinopora
Errinopora es un género de coral de la familia Stylasteridae, que pertenece al orden Anthoathecata. 
Se le encuadra en el grupo de los denominados falsos corales duros, o hydrocorales, ya que pertenece a la clase Hydrozoa.
Su esqueleto está compuesto de aragonita o carbonato cálcico, según la especie. Tras la muerte del coral, su esqueleto contribuye a la generación de nuevos arrecifes en la naturaleza, debido a que la acción del CO2 convierte muy lentamente su esqueleto en bicarbonato cálcico, sustancia ésta asimilable directamente por las colonias coralinas. 

## Especies
El Registro Mundial de Especies Marinas acepta las siguientes especies vivientes:
- Errinopora cestoporina Cairns, 1983
- Errinopora dichotoma Lindner & Cairns, 2011
- Errinopora disticha Lindner & Cairns, 2011
- Errinopora fisheri Lindner & Cairns, 2011
- Errinopora nanneca Fisher, 1938
- Errinopora porifera (Naumov, 1960)
- Errinopora pourtalesii (Dall, 1884)
- Errinopora stylifera (Broch, 1935)
- Errinopora undulata Lindner & Cairns, 2011
- Errinopora zarhyncha Fisher, 1938

Especies reconocidas como sinonimia:
- Errinopora intervacans Naumov, 1960 aceptada como Errinopora stylifera (Broch, 1935)
- Errinopora latifundata Naumov, 1960 aceptada como Errinopora stylifera (Broch, 1935)

## Galería

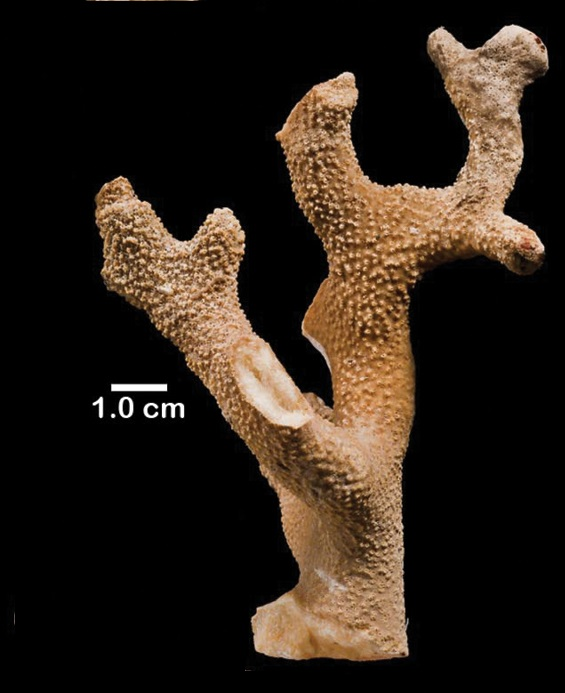
Errinopora dichotoma
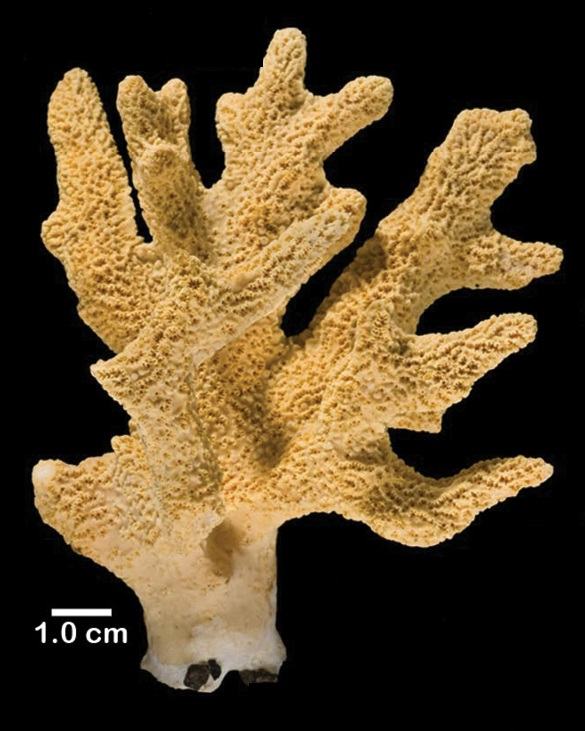
Errinopora disticha
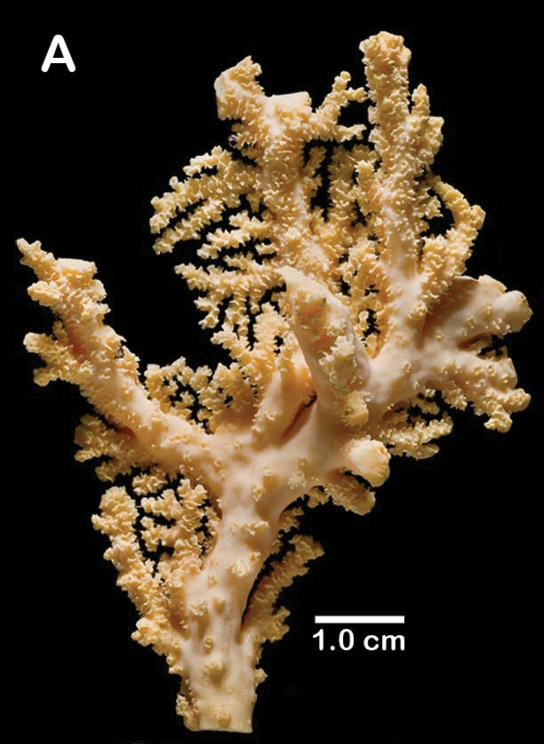
Errinopora fisheri
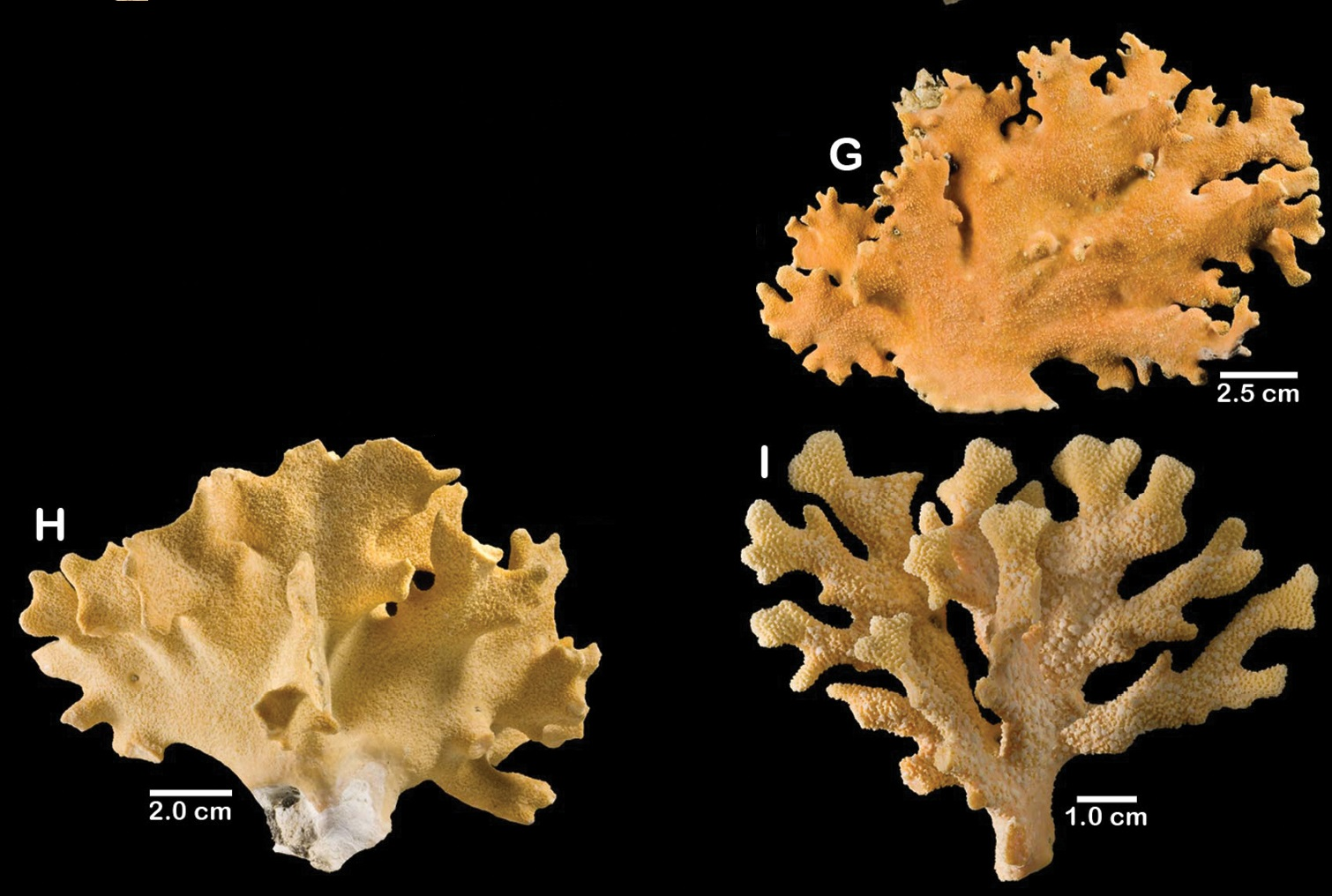
Errinopora nanneca
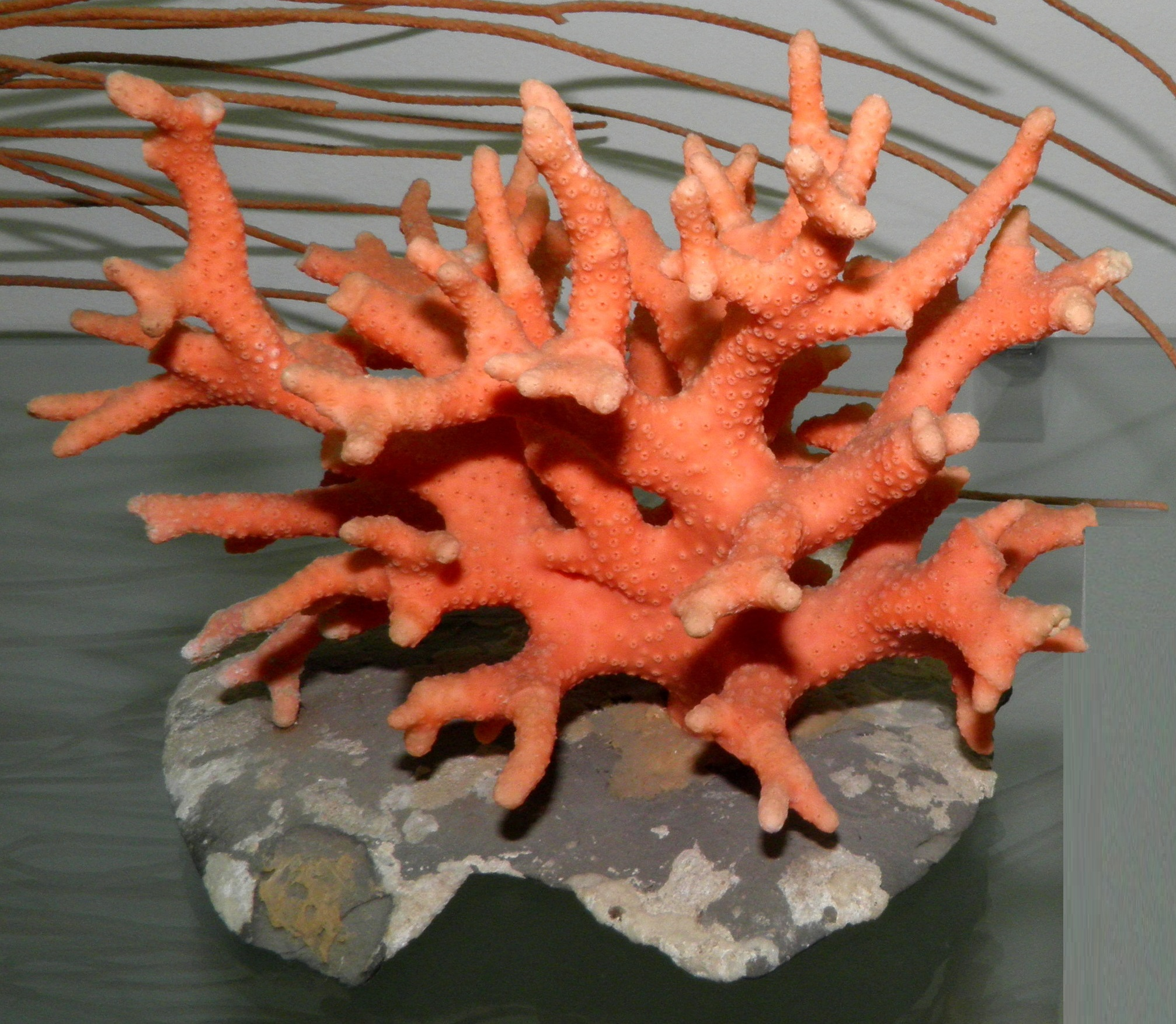
Errinopora stytifera
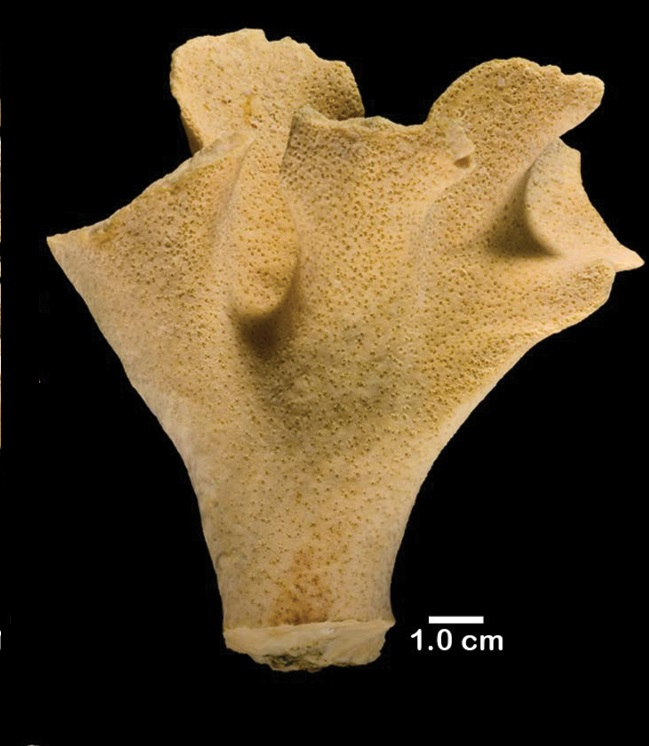
Errinopora undulata
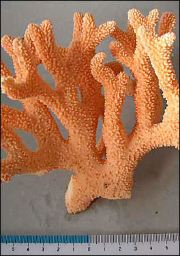
Errinopora zarhyncha

## Morfología
Las colonias se desarrollan en forma ramificada, bien en un solo plano o ligeramente arbustivas. Las ramas pueden ser redondas, elípticas o laminares, en sección transversal, a menudo robustas con puntas romas. La textura del coenosteum, o parte común del esqueleto colonial, puede ser reticulada-espinosa (con amplios orificios que originan una textura esponjosa) o reticulada-granular. El color del coenosteum puede ser naranja, rosa o blanco.
El esqueleto colonial está repleto de diminutos poros. Los poros son de tres tipos: gastroporos, dactyloporos, y ampullae, que están relacionados con los tres tipos de pólipos que posee el animal. Los gastroporos tienen mucho mayor diámetro que los dactyloporos. Los dactyloporos están dispuestos alrededor de cada gastroporo, en una estrategia para ganar eficiencia a la hora de digerir mediante los gastroporos las presas capturadas con los tentáculos de los pólipos dactylozoides. Esta disposición de los poros se denomina ciclo-sistema, y su ocurrencia prolifera en las partes extremas de las ramas, y/o en las caras del corallum, o uniformemente sobre toda la superficie de las ramas, pero no en una sola cara. Aunque esta estructura del corallum es común en la familia Stylasteridae, en el caso de Errinopora los gastroporos y dactyloporos son dimórficos. 
Se trata de animales que poseen diferentes pólipos especializados, unos son defensivos, otros son de alimentación, y otros más son de reproducción. Los dactilozoides son defensivos y, al tiempo, su principal herramienta para captar alimento; permanecen en cavidades bajo la superficie del coral y emergen por la noche a través de los poros. Poseen tentáculos finos, como pelos, que presentan unas células urticantes denominadas nematocistos, empleadas en la caza de presas de plancton o para defender su espacio vital de otras especies.  Los gastrozoos son los pólipos encargados de distribuir el alimento por la colonia, a través de una red de canales que recorre el cenénquima,  o tejido común colonial. Y los pólipos gonozoides, o ampullae, se encuentran en cámaras incrustadas en el coenosteum, y son los encargados de la reproducción.

## Hábitat y distribución
Su rango de profundidad es entre 49 y 658 m, aunque se reportan localizaciones desde 22 hasta 1.212,5 metros, y en un rango de temperaturas entre 0.11 y 11.02 °C.
Se distribuyen en el océano Pacífico norte, en las islas Aleutianas, las islas Kuriles, el mar de Ojotsk, el mar de Japón, frente a California; así como frente a Tierra de Fuego.

## Alimentación
No contienen algas zooxantelas, como la mayoría de los corales duros de la clase Anthozoa, por lo que su alimentación consiste exclusivamente en plancton que atrapan con los tentáculos de los pólipos dactilozoides, y en materia orgánica disuelta en el agua. 